# カルロ・クディチーニ
カルロ・クディチーニ（Carlo Cudicini, 1973年9月6日 - ）は、イタリア・ロンバルディア州ミラノ出身の元サッカー選手、現サッカー指導者。ポジションはゴールキーパー。
父親は、ACミラン等で活躍した元イタリア代表のファビオ・クディチーニ。

## 経歴

### 選手時代
1991年に父・ファビオが活躍したイタリアのACミランでキャリアをスタートさせる。一見派手なスーパーセーブこそ少ないが、的確な判断とミスの少ない安定したプレーが特徴の堅実な選手で、素早く正確なスローによるフィードも特徴のひとつであり、セリエAでの出場はSSラツィオ在籍時の1試合のみだったが、活躍の場をイングランドへ移してから、その能力が高く評価されることとなった。
1999年に同じイタリア人であるジャンルカ・ヴィアリ監督の率いるチェルシーFCへレンタル移籍。完全移籍した翌2000-2001シーズンには、同じくイタリア人であるクラウディオ・ラニエリ監督の信頼を得て、エド・デ・フーイを抑えて正GKの座を勝ち取った。至近距離からのシュートへの反応の鋭さは目を見張るものがあり、チームの守護神として欠かせない存在になっていった。ファンからの信頼も厚く、2001-2002シーズンにはファン投票によるチームの最優秀選手に選ばれている。
2002-2003シーズンには、プレミアリーグ年間最優秀ゴールキーパーの証である「ゴールデングラブ賞」を受賞。さらにはイングランド代表であるデビッド・シーマンの後継者としてクディチーニのイングランド国籍取得を望む声が上がるなど、リーグ屈指のGKとして評価されていた。
結局、クディチーニ本人がイングランド代表入りに興味を示すことはなく、イタリア代表の座を目指しプレーを続けたが、イタリア代表としてはジャンルイジ・ブッフォン、フランチェスコ・トルドら実力者の存在の前に出場機会が訪れることはなかった。
チェルシーの守護神の座は不動のものであると思われていたが、2004-2005シーズンにその状況は一変する。新監督のジョゼ・モウリーニョと共にやって来たチェコ代表のペトル・チェフにポジションを奪われ、出場機会を大きく減らした。そんな中クディチーニには他チームから多くのオファーが寄せられたが、それらを全て断ってチェルシーに残留。チェフが欠場した際には安定したプレーを披露し、長らく第2GKとしてチームを支える存在となっていた。
2009年1月26日に約10年間在籍したチェルシーを去り、同じロンドンのトッテナム・ホットスパーFCへと移籍。ここでも第2GKとして、ゴメスの欠場時に穴を埋める働きをしている。
11月12日、ロンドン市内でバイクを運転中に乗用車と激突。両腕の骨折と骨盤の損傷という重傷を負い、2009-2010シーズンを棒に振るだけでなく一時は選手生命も危ぶまれたが、11月16日に手術を受けて無事成功し、長きにわたるリハビリの末に2010年7月10日のAFCボーンマスとのプレシーズンマッチで復帰。2010-2011シーズンはゴメスの不調もあり終盤戦はレギュラーとして出場した。2011-2012シーズンはアストン・ヴィラから加入したブラッド・フリーデル、ゴメスに次ぐ第3GKと目されていたが、ゴメスは前シーズンにミスを連発したためハリー・レドナップ監督の信頼を失ってベンチ外になる試合が多く、引き続き第2GKとして起用された。2012-13シーズンはウーゴ・ロリスの加入により第3GKとなっている。
2012年12月31日、アメリカのロサンゼルス・ギャラクシーへ移籍。
2014年1月26日、ロサンゼルス・ギャラクシーを退団と同時に現役引退。

### 現役引退後
現役引退後はサッカー指導者に転身、UEFAのB級コーチライセンスを取得、2015年3月24日にアイルランドU-21代表のゴールキーパーコーチ就任が発表された。また同年からは古巣チェルシーのクラブアンバサダーとしても活動。
2016年7月、チェルシーの監督に就任した同郷のアントニオ・コンテの要請を受け、アシスタントコーチに就任。

## 所属クラブ
- ACミラン 1991-1995

→  コモ・カルチョ 1993-1994（レンタル移籍）
- ACプラート 1995-1996
- SSラツィオ 1996-1997
- カステル・ディ・サングロ・カルチョ 1997-2000

→  チェルシーFC 1999-2000（レンタル移籍）
- チェルシー 2000-2009.1
- トッテナム・ホットスパーFC 2009.1-2012
- ロサンゼルス・ギャラクシー 2013-2014